# D'où vient cet air lointain ?
Pour plus de détails, voir Fiche technique et Distribution.
D'où vient cet air lointain ?, sous-titré Chronique d'une vie en cinéma, est un téléfilm documentaire autobiographique réalisé par Yannick Bellon en 2018.

## Synopsis
Yannick Bellon raconte son enfance à travers des photos, des extraits d'archives, privées ou issues de l'actualité, qui illustrent notamment son initiation culturelle auprès des amis de sa mère — la photographe Denise Bellon. Yannick Bellon relate également sa propre carrière et les événements historiques auxquels elle a assisté. Elle livre ses souvenirs sur les Surréalistes, la guerre d'Espagne, la Seconde Guerre mondiale, son premier amour Jean Rouch, ses débuts au cinéma à Nice,,.

## Fiche technique
- Titre : D'où vient cet air lointain ?
- Réalisation, scénario, commentaire et voix off : Yannick Bellon
- Photographie : Sara Cornu et Matthieu Maillet
- Montage : Jean-François Naudon
- Société de production : Les Films de l'Équinoxe et Ciné+
- Société de distribution : Les Films de l'Équinoxe (France)
- Pays :  France
- Genre : Documentaire
- Durée : 88 minutes
- Date de sortie : 18 novembre 2018[5].
- Intervenants: Marin Karmitz, Benoîte Groult, Nathalie Nell, Henry Magnan, Jean Rouch, Loleh Bellon, Claude Roy, Erik Demazières, etc.

## Critiques
Le critique Lucien Logette déclare : « L'initiative est excellente, car elle donne un coup de projecteur sur une réalisatrice qui, malgré qu'on en ait, s'effaçait des mémoires, pas celles de ses contemporains, celles des spectateurs plus récents (...) Tout dans D'où vient cet air lointain ?, bilan sans nostalgie, chargé en enchantements rétrospectifs, nous a ému. C'est suffisamment rare pour qu'on en remercie la cinéaste et toute l'équipe de doriane films, les films de l'équinoxe et eric Le Roy qui ont peaufiné l'entreprise ».